# (2201) Oljato
(2201) Oljato (1947 XC) – planetoida z grupy Apollo, należąca do obiektów NEO i PHA.

## Odkrycie
Została odkryta 12 grudnia 1947 roku w Lowell Observatory przez Henry'ego Giclasa. Nazwa planetoidy pochodzi od Oljato-Monument Valley, osady w stanie Utah.

## Orbita
(2201) Oljato okrąża Słońce w ciągu 3 lat i 74 dni w średniej odległości 2,17 au. Planetoida ta jest związana z powstaniem roju meteorów Chi Orionidy, aktywnego od 25 listopada do 31 grudnia.